# Charles Ballot
Pour les articles homonymes, voir Ballot.
Charles-Jean-Bernard Ballot (14 mars 1818, Orléans - 29 décembre 1885, Menton), est un magistrat et haut fonctionnaire français.

## Biographie
Secrétaire de la Conférence du stage, il fonde, avec Frédéric Mourlon, Charles Demangeat et Émile Ollivier, la Revue pratique de droit français. Il devient rédacteur en chef du périodique judiciaire Le Droit.
Rentré au Conseil d'État, il devient président de section, puis le vice-président en 1885.
Marié avec Adélaïde Belloc, mère en premières noces de René Millet et fille de Jean-Hilaire Belloc, il est le père de Marcel Ballot.

## Décorations
Commandeur de la Légion d'honneur : 1885

## Sources
- Édouard Laferrière, Notice sur M. Charles Ballot, vice-président du Conseil d'État, 1887
- Ernest Cartier, Charles Ballot (1818-1885), notice biographique, Chevalier-Marescq, Paris, 1887